# 奧地利的瑪麗亞·艾瑪莉亞
瑪麗亞·艾瑪麗亞（英語：Maria Amalia，1701年10月22日—1756年12月11日）是神圣罗马帝国皇后和奥地利大公国女大公。她的丈夫查理七世是神圣罗马帝国兩位出身于维特尔斯巴赫王朝的皇帝之一（另一位是路易四世）。
瑪麗亞·阿瑪麗亞是神圣罗马帝国皇帝約瑟夫一世的幼女。九岁时，約瑟夫一世病逝，由叔父查理六世继位。查理六世违反當年答應讓約瑟夫一世的女兒們擁有優先继承权的諾言并讓自己的女兒玛丽亚·特蕾西亚继承皇位。瑪麗亞·阿瑪麗亞和她的姐姐被逼承认1713年国事诏书。这引发日后的奧地利王位繼承戰爭，其中一位发起人就是瑪麗亞·阿瑪麗亞的丈夫。